# Toma (2021.)
Toma je srbijanski biografsko-dramski film iz 2021. godine u režiji Dragana Bjelogrlića i Zorana Lisinca, prema zamisli Bjelogrlića, Željka Joksimovića i Baneta Obradovića. Scenaristi su Zoran Lisinac, Nikola Pejaković, Bjelogrlić i Maja Todorović, dok su producenti filma Nataša Višić, Goran Bjelogrlić, Dragan Bjelogrlić, Joksimović i Vladimir Lisinac. Glazbu je skladao Željko Joksimović.
Snimanje je počelo tijekom ljeta 2020. i trajalo je s prekidima do travnja 2021. na lokacijama u Valjevu, Beogradu, Avali, Perlezu, Tari, Barandi, Pančevu, Priboju, Prijepolju, Crnoj Gori, Dolovu, Zrenjaninu i Chicagu.
Glavnu ulogu tumači Milan Marić kao Toma Zdravković, dok sporedne uloge glume: Tamara Dragičević, Petar Benčina i Andrija Kuzmanović. Film je premijerno prikazan 20. kolovoza 2021. na kraju 27. Sarajevo Film Festivala, a potom 21. kolovoza 2021. na Festivalu Filmski susreti. Film je objavljen 16. rujna 2021. u kinima u Srbiji u distribuciji Art Vista. A kasnije je nastala i Toma (televizijska serija).

## Radnja
Film je impresionistički portret Tome Zdravkovića (Milan Marić) koji prikazuje njegov život i rad. Osim Tome, film prati živote srbijanskih umjetnika toga vremena - Zorana Radmilovića (Radomir Nikolić), Mike Antića (Marko Janketić), Tozovca (Ivan Zekić) itd.
Film prati dvije linije radnje - 1991. odnos Toma i liječnika koji započinje Tomino liječenje te prerastanje toga poznanstvo u prijateljstvo. Druga linija prati Tomin život - od djetinjstva u Pečenjevcu, preko poznanstva sa Silvanom Armenulić (Tamara Dragičević), što će odsudno utjecati na njegovu karijeru i privatni život.
Za potrebe filma napisana je i skladana pjesma Ponoć.